# Hansa Studios

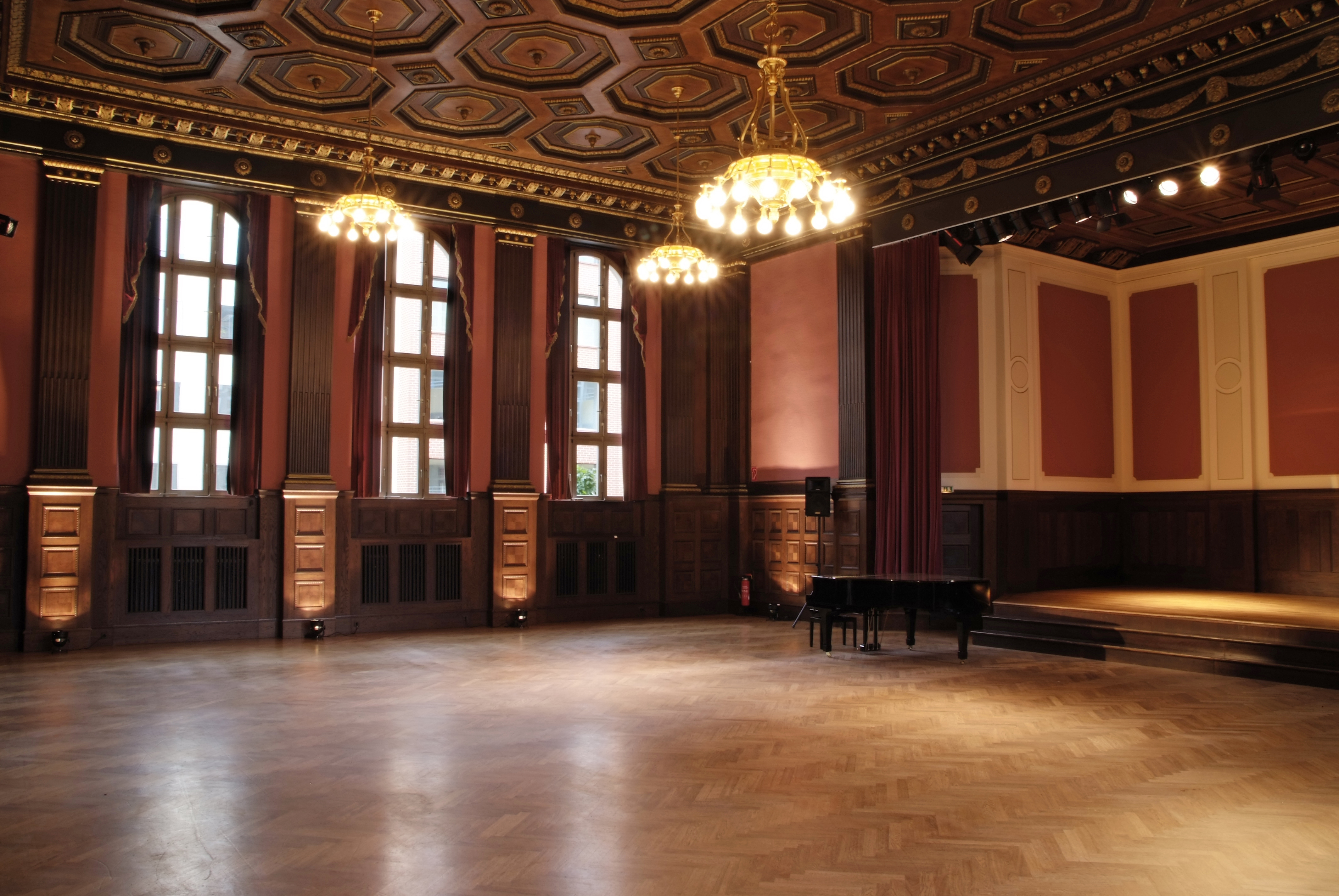
Der Meistersaal in den Hansa-Tonstudios in Berlin

Die Hansa Studios (ehemals: Hansa-Tonstudios) umfassen mehrere ehemalige und noch aktive Tonstudios in Berlin.

## Geschichte

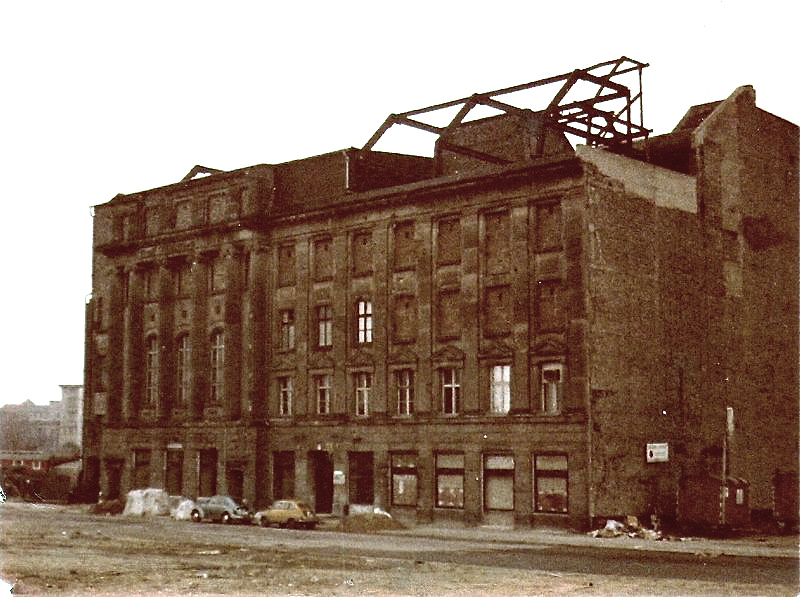
Der Gebäudekomplex Köthener Straße 38 im Jahr 1975

Außer in einem kleineren Tonstudio im Firmensitz der Hansa Musik Produktion in der Wittelsbacherstraße im Ortsteil Wilmersdorf produzierten die Brüder Thomas und Peter Meisel bereits seit 1965 hauptsächlich im Sonopress-Tonstudio der Ariola-Eurodisc im Meistersaal in der Köthener Straße 38 im Ortsteil Kreuzberg. Um aber auch aufnahmetechnisch von der Musikproduktion unabhängig zu sein, gründeten die Brüder Meisel am 16. August 1971 die Hansa Tonstudio Gebr. Meisel oHG und bauten das vierte Obergeschoss des Hauses  Nestorstraße 8/9 in Halensee zum Aufnahmestudio aus. Eröffnung des Hansa I genannten Studios war pünktlich zur Funkausstellung 1973. Es entstanden zahlreiche Aufnahmen von Bernd Clüver, Marianne Rosenberg, Bernhard Brink, Peter Orloff und Drafi Deutscher. Ausländische Künstler waren meist im Hansa-II-Studio in der Köthener Straße 38 im Ortsteil Kreuzberg zu Gast, so beispielsweise Albert Hammond mit der Produktion seines Erfolgstitels Down by the River oder die indische Sängerin Asha Puthli.

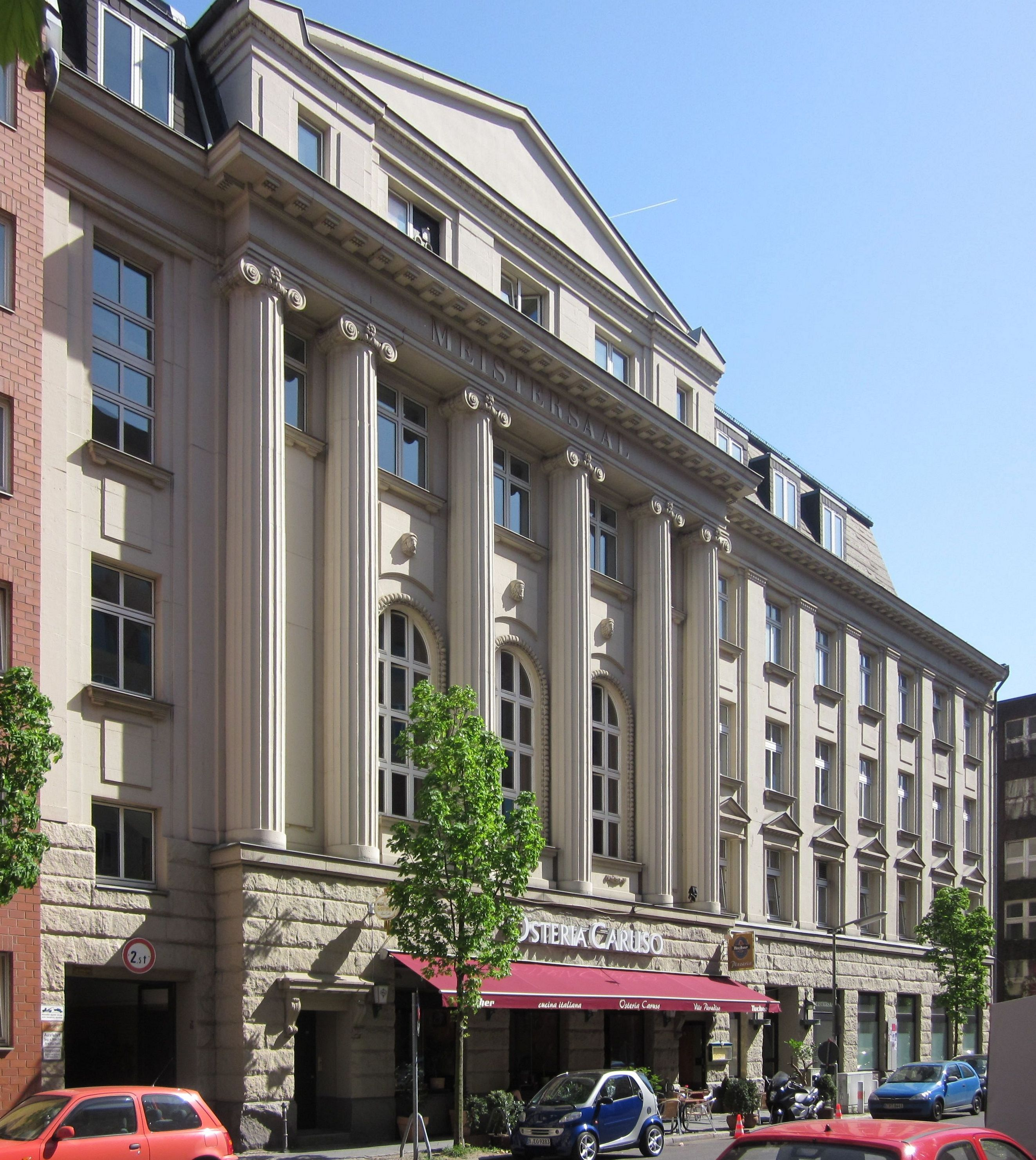
Sitz der Hansa Studios in Berlin, 2012

Im Jahr 1976 wurde das Hansa Studio I in der Nestorstraße nach einem Wechsel des Hausbesitzers, verbunden mit für Hansa unannehmbaren Mietbedingungen, aufgegeben. Fast gleichzeitig erwarb Hansa das Haus in der Köthener Straße mit dem Hansa Studio II als Hauptmieter. Der Meistersaal hatte inzwischen durch seine ausgezeichnete Akustik einen hervorragenden Ruf, neben den Schlageraufnahmen der bekannten Hansa-Interpreten fanden dort auch Produktionen aus allen anderen Bereichen der Musik statt: Opernproduktionen, beispielsweise mit Anna Moffo als Carmen unter Lorin Maazel, die letzten Operettenaufnahmen von Robert Stolz, sowie Produktionen von Rudolf Schock, Ivan Rebroff oder Paul Kuhn mit seinem SFB-Tanzorchester. Aber auch Filmmusiken wurden aufgenommen und Synchronisationen fanden statt. Gerne nutzte Jack White das Studio und produzierte seine Künstler Tony Marshall, Lena Valaitis, Jürgen Marcus, Renate & Werner Leismann, Nina & Mike oder Tanja Berg; aber auch CBS produzierte hier zahlreiche nationale Künstler.
Nicht nur die gute Akustik des Meistersaals mit seinem prachtvollen Ambiente historischer Doppeldeutigkeit – der große Saal hatte vor 1945 als Tanzsaal für SS-Offiziere gedient –, auch der einzigartige Ausblick aus dem Fenster des Kontrollraums auf die Berliner Mauer faszinierte internationale Künstler, die das Studio alsbald liebevoll „Studio by the Wall“ oder „Big Hall by the Wall“ titulierten.
Allen voran machte David Bowie mit seiner Berlin-Trilogie (Low, “Heroes” sowie Lodger und insbesondere mit dem vom Anblick der Berliner Mauer inspirierten Song “Heroes”, 1977) das Studio in der internationalen Musikwelt berühmt. Iggy Pop, der dort zusammen mit Bowie produziert hatte, folgten Depeche Mode, Marillion, Falco, Nick Cave, Snow Patrol, U2, Killing Joke (für die Alben Nighttime und Brighter Than a Thousand Suns) und weitere Rock- und Popgrößen.
Das Haus Köthener Straße 38 ging 1976 in den Besitz der Gebrüder Meisel über und wurde konsequent ausgebaut. In einem ehemaligen Kino im Erdgeschoss wurde das Studio III errichtet, ein Wirtschaftsraum wurde – zunächst als Übungsraum gedacht – zunächst zum Kopierraum und später zum Studio IV. Schließlich zog unter dem Dach als Ersatz für das Studio in der Nestorstraße das neue Studio I ein.

## Ausstattung

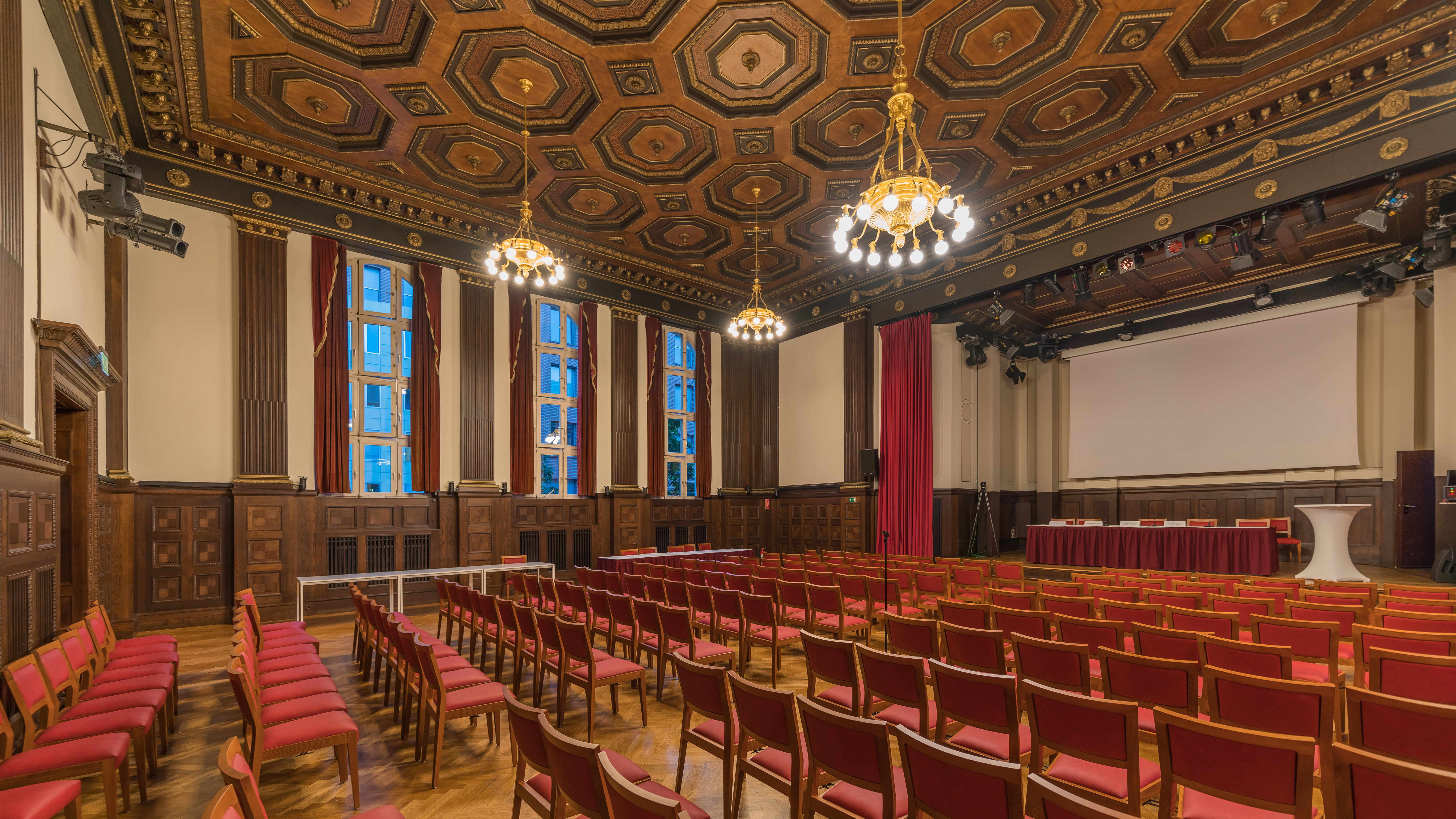
Der Meistersaal, 2018

Die Ausstattung der Studios wurde laufend den Fortschritten der Tontechnik angepasst, es kamen rechnergesteuerte Mischpulte, digitale Aufnahmetechnik oder Mehrkanalton. Außerdem war das Studio in den 1980er Jahren, verglichen mit ähnlichen Studios in anderen Städten und insbesondere dem Vereinigten Königreich, durch die damalige Berlinförderung vergleichsweise preiswert. Es hatte bei der Produktion von Depeche Modes Construction Time Again (1983) bereits ein 64-Kanal-Mischpult, und schon damals lobte Alan Wilder, dass alles computerisiert sei und so auch anspruchsvolle Mixes möglich seien.
Als sich Ende der 1980er Jahre ein Wandel in der Musikproduktion abzeichnete und der Bedarf für Studios dieser Größenordnung stetig zurückging, entschloss sich Thomas Meisel zum Rückbau der Studios II und III und zur Wiederherstellung des Meistersaals in den Originalzustand. Damit ging eine Sanierung des gesamten Gebäudes einher. Heute umfassen die Hansa-Tonstudios das Studio I, zwei weitere Produktionsstudios, eine Suite und das ehemalige „Misch-Studio“, das derzeit von dem schwedischen Produzenten Michael Ilbert gemietet wird.

## Berlin Music Tours

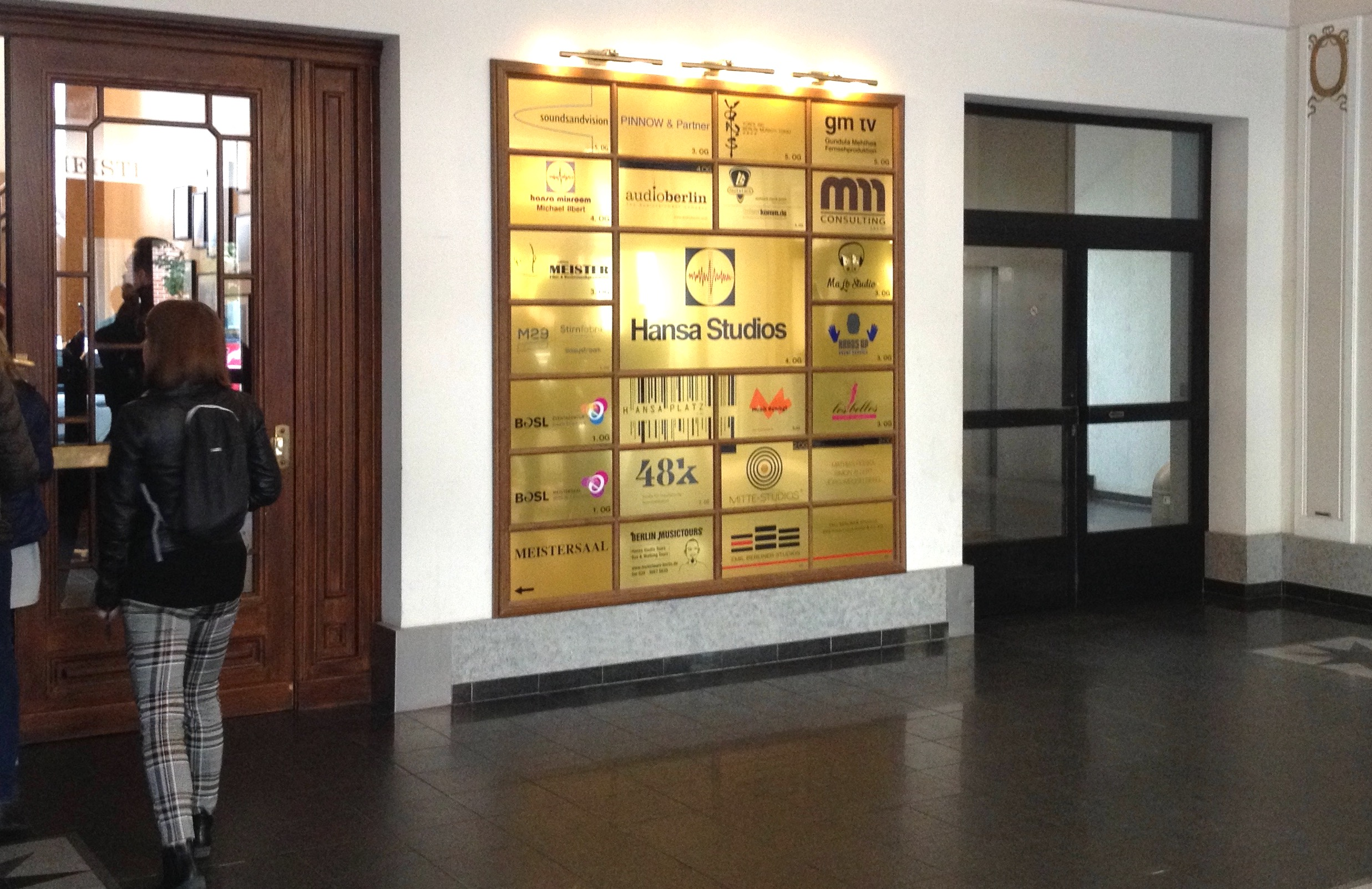
Foyer der Hansa-Tonstudios

Die Gegend um die Köthener Straße erfuhr nach der deutschen Wiedervereinigung und dem sich anschließenden Umbau des Potsdamer Platzes in den 1990er Jahren einen sprunghaften Wandel. Viele historisch relevante Gebäude wurden abgerissen oder waren plötzlich gefährdet, Immobilienprojekten Platz machen zu müssen. So begann der ehemalige Tontechniker Thilo Schmied in einem Pilotprojekt, erst vereinzelt, dann systematisch Führungen durch die Hansastudios anzubieten, um die kulturgeschichtliche Leistung und Bedeutung des Ortes für die internationale zeitgenössische Musikkultur der Öffentlichkeit zugänglich zu machen.
Heute sind die Berlin Music Tours fester Bestandteil des Veranstaltungsprogramms der Hansastudios und wurden mittlerweile auf ganz Berlin ausgedehnt, so ist es möglich auch ehemalige Wohnhäuser oder Wohnungen von legendären Musikern wie David Bowie oder Iggy Pop zu besuchen.